# Pernersdorf
Pernersdorf je městys v Rakousku ve spolkové zemi Dolní Rakousy v okrese Hollabrunn. Žije zde přibližně 1 000 obyvatel.

## Geografie

### Geografická poloha
Pernersdorf se nachází ve spolkové zemi Dolní Rakousy v regionu Weinviertel. Leží přibližně 15 km severně od okresního města Hollabrunn. Rozloha území městyse činí 25,82 km², z nichž 1,1 % je zalesněných.
Podél východního okraje území obce prochází zemská silnice B303, zhruba středem obce od východu k západu pak prochází zemská silnice B45 souběžně se železniční tratí Pulkautalbahn. Podél železnice také protéká říčka Pulkau.

### Části obce
Území městyse Pernersdorf se skládá z pěti částí (v závorce uveden počet obyvatel k 1. 1. 2015):
- Karlsdorf (123)
- Peigarten (262)
- Pernersdorf (350)
- Pfaffendorf (221)
- Ragelsdorf (47)

### Sousední obce
- na severu: Retz, Retzbach
- na východu: Haugsdorf
- na jihu: Guntersdorf
- na západu: Zellerndorf

## Politika

### Obecní zastupitelstvo
Obecní zastupitelstvo se skládá z 19 členů. Od komunálních voleb v roce 2015 zastávají následující strany tyto mandáty:
- 12 ÖVP
- 7 SPÖ

### Starosta
Nynějším starostou městyse Pernersdorf je Eduard Kosch ze strany ÖVP.

## Galerie

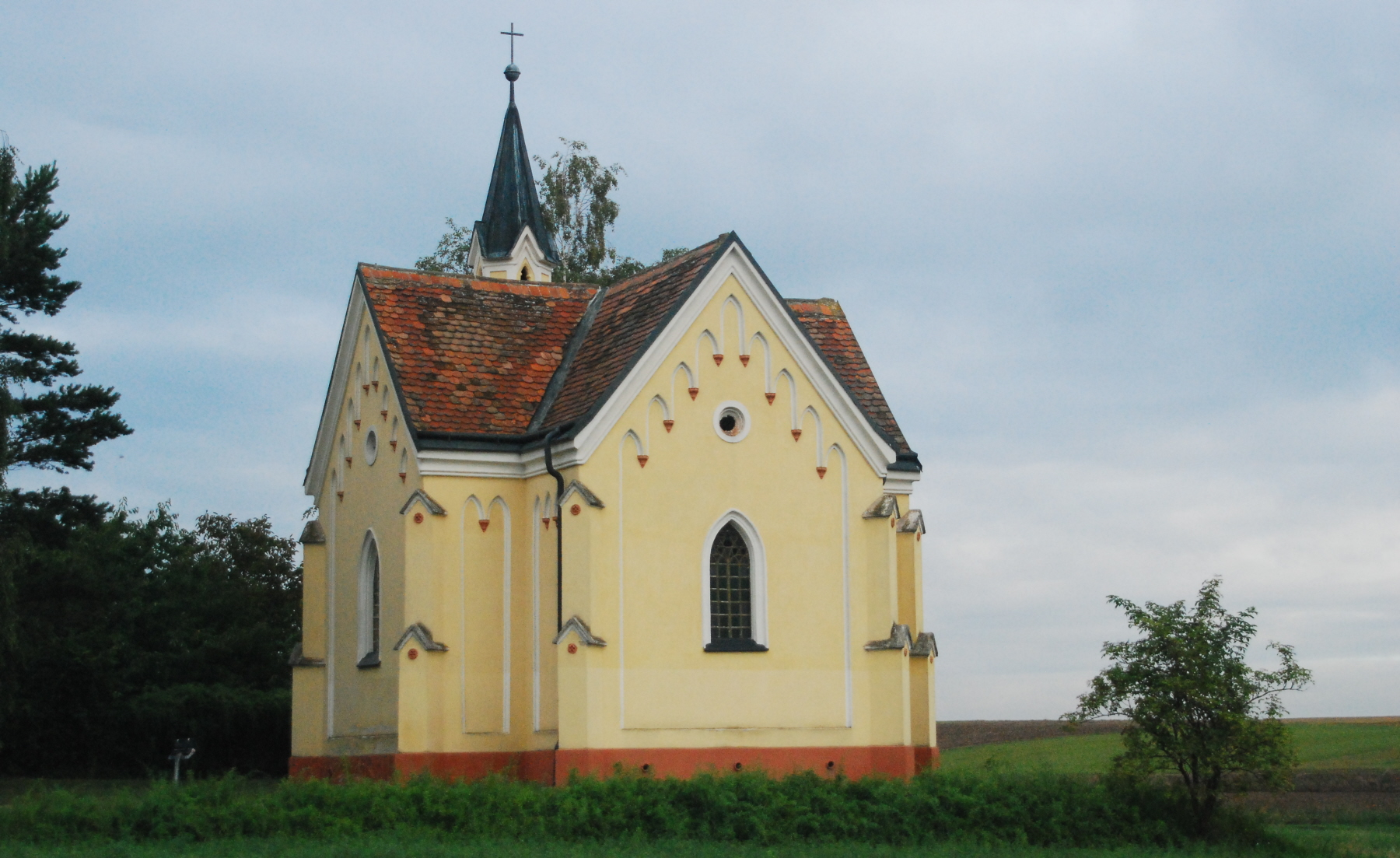
Hrobka Magdaleny von Ehrenfels v Ragelsdorfu
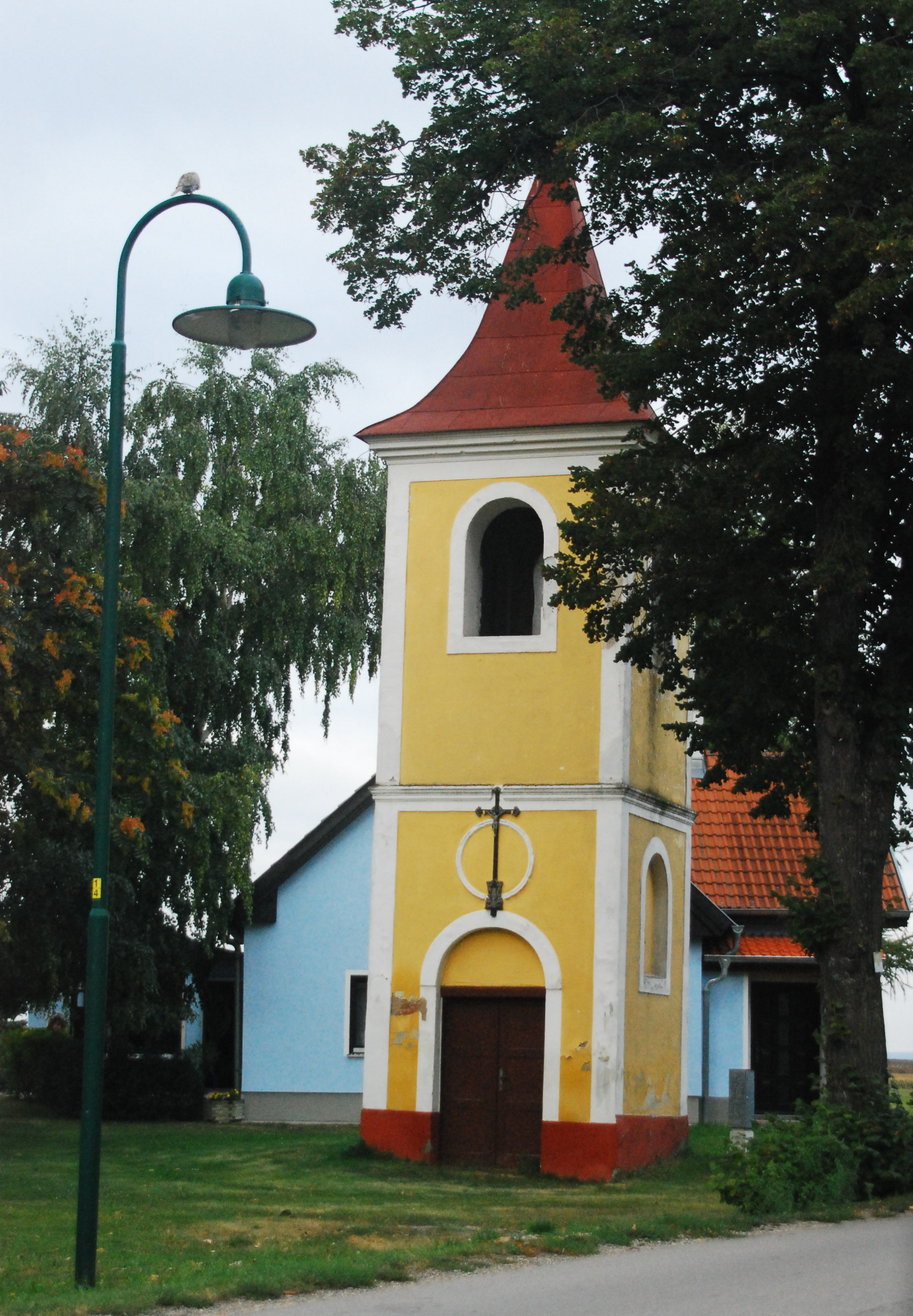
Zvonice v Ragelsdorfu
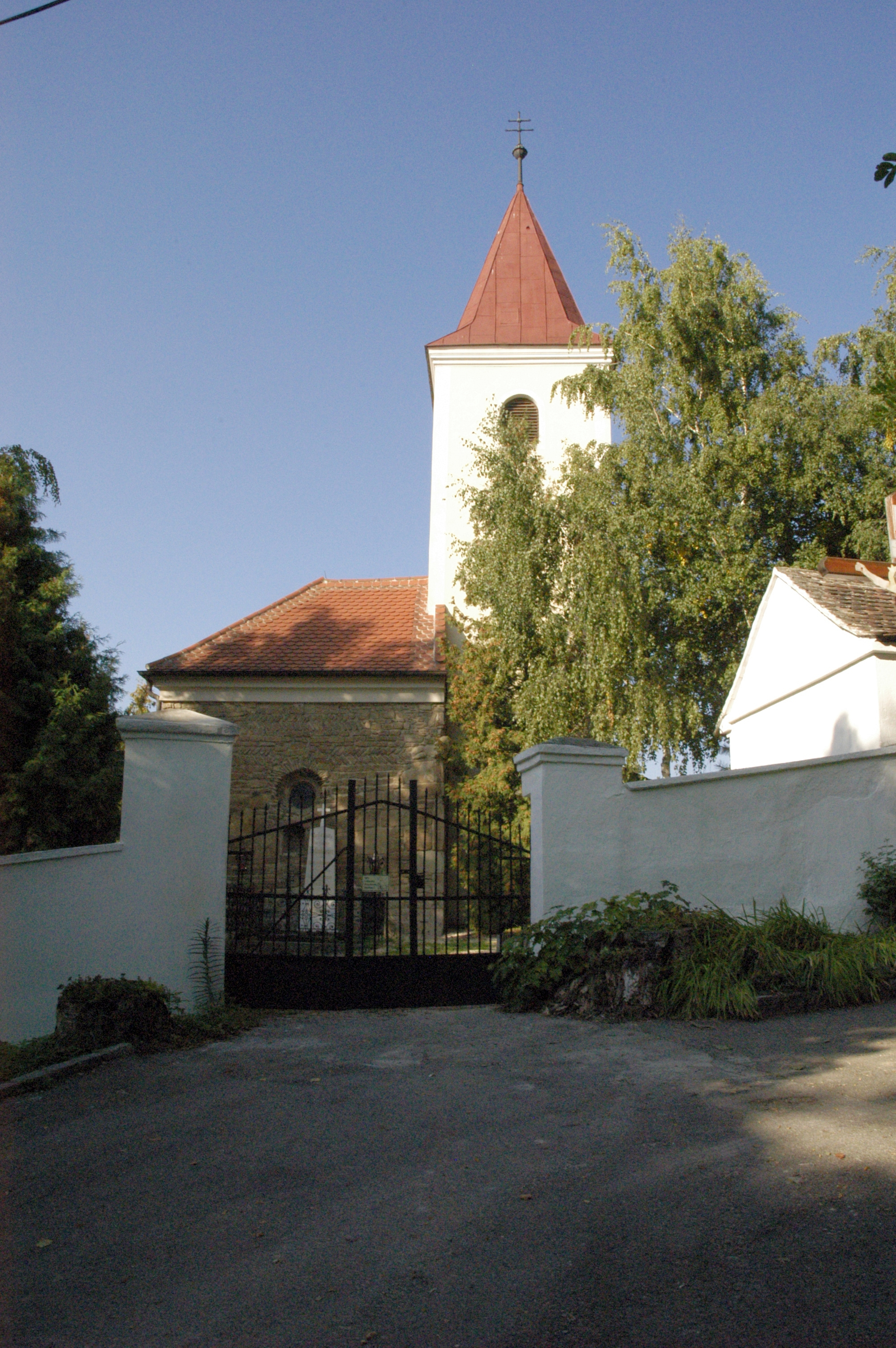
Kostel v Peigarten
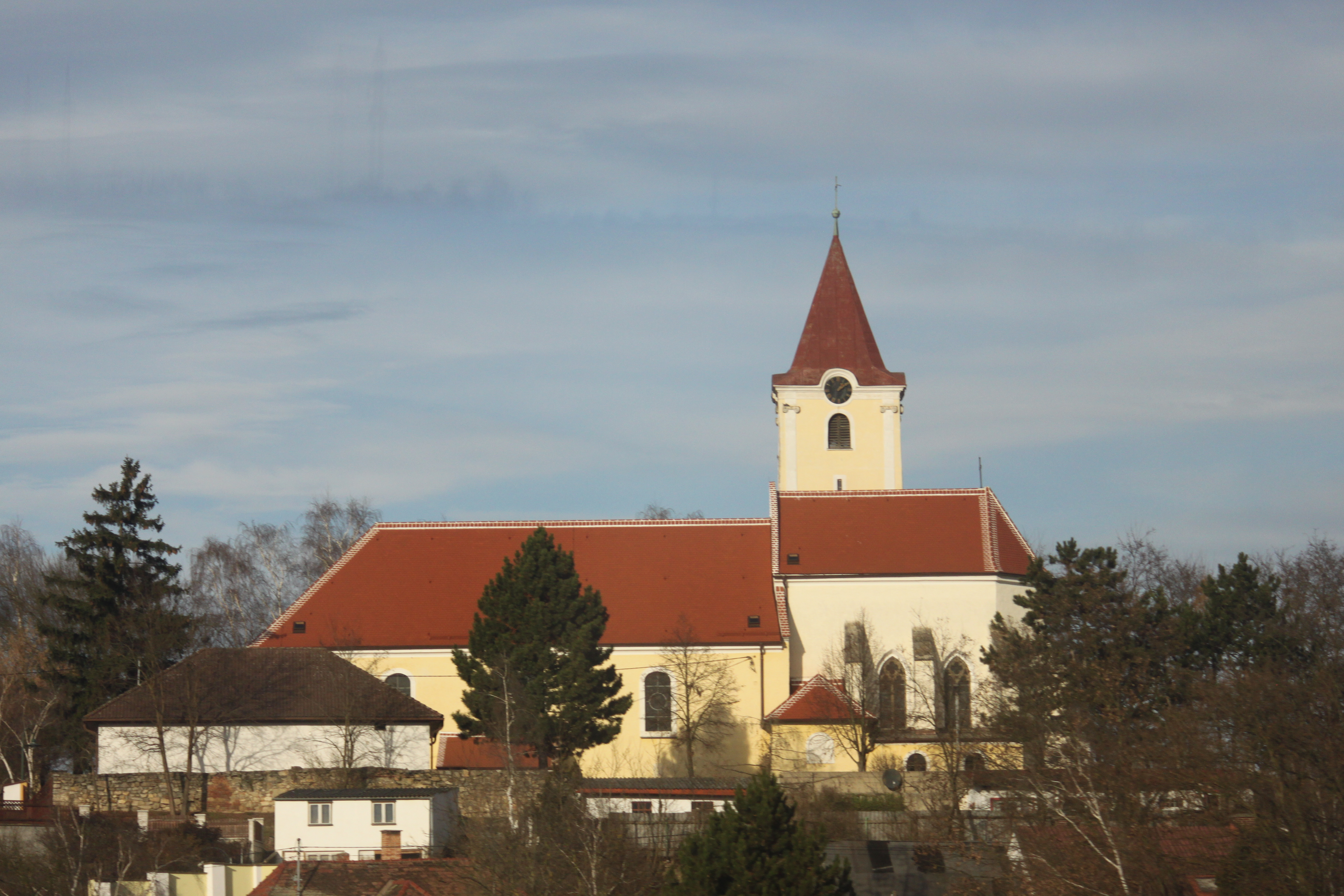
Farní kostel svatého Jiří v Pfaffendorfu
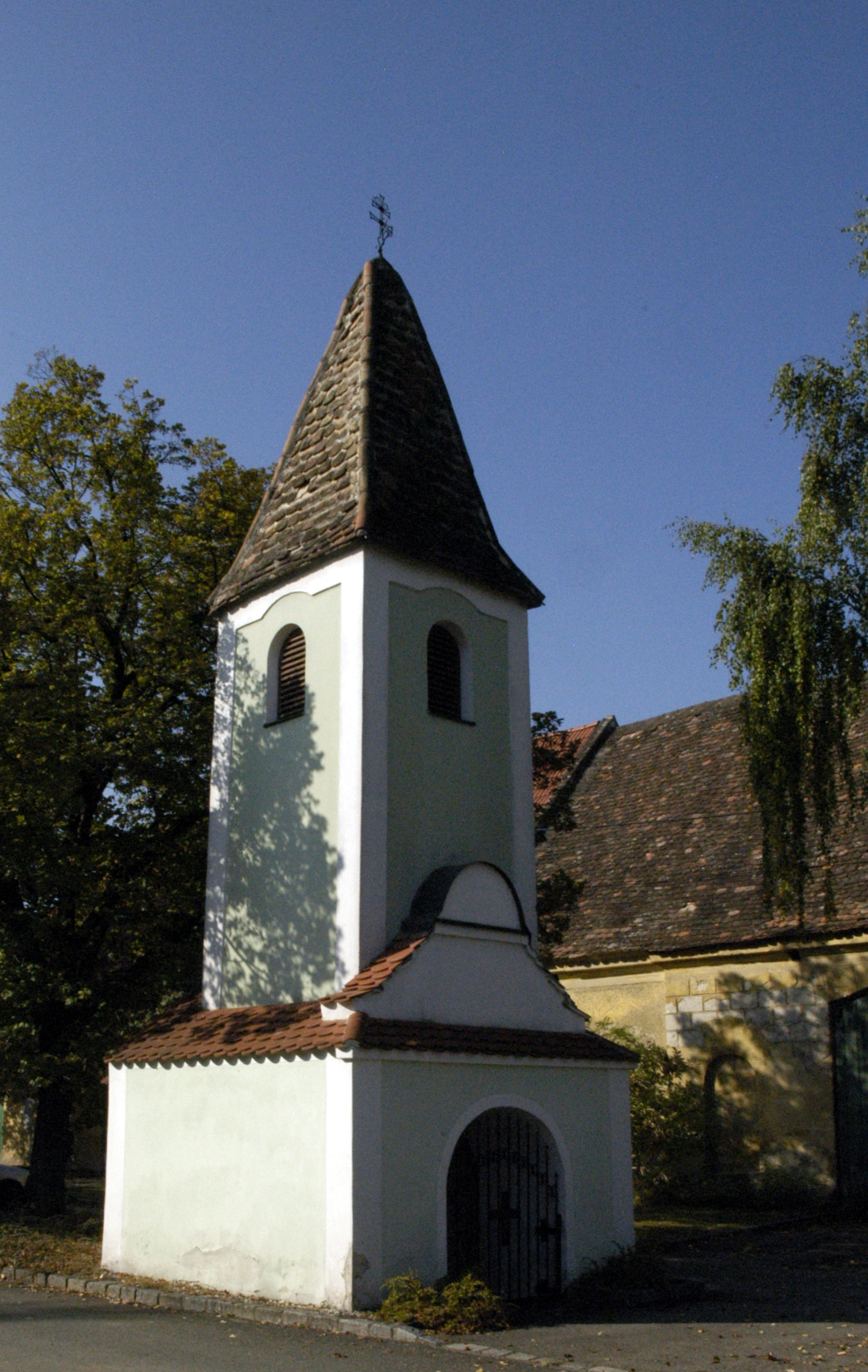
Zvonice v Peigarten